# ضفدع جولياني
ضفدع جولياني (الاسم العلمي: Rana juliani) هو نوع من البرمائيات يتبع جنس الضفدع الحقيقي من فصيلة الضفادع الحقيقية.